# Liste der denkmalgeschützten Objekte in Enzersdorf an der Fischa
Die Liste der denkmalgeschützten Objekte in Enzersdorf an der Fischa enthält die 11 denkmalgeschützten, unbeweglichen Objekte der niederösterreichischen Marktgemeinde Enzersdorf an der Fischa im Bezirk Bruck an der Leitha.

## Denkmäler
| Foto |                 | Denkmal                                                           | Standort                                                         | Beschreibung | Metadaten |
| ---- | --------------- | ----------------------------------------------------------------- | ---------------------------------------------------------------- | --- | --- |
| ja   | Datei hochladen | Wohnhaus, ehem. Herrschaftshaus HERIS-ID: 14868 Objekt-ID: 11106  | Margarethner Straße 19 Standort KG: Enzersdorf an der Fischa     | Das Eckhaus wurde im 17. Jahrhundert erbaut und beheimatet heute das Gemeindeamt. | BDA-Hist.: Q37766763 Status: § 2a Stand der BDA-Liste: 2025-06-30 Name: Wohnhaus, ehem. Herrschaftshaus GstNr.: .84/1                                           |
| ja   | Datei hochladen | Bildstock HERIS-ID: 14869 Objekt-ID: 11107                        | bei Margarethner Straße 62 Standort KG: Enzersdorf an der Fischa | Der Bildstock an der Ecke Feldgasse / Margarethner Straße wurde im 16. Jahrhundert errichtet. | BDA-Hist.: Q37766784 Status: § 2a Stand der BDA-Liste: 2025-06-30 Name: Bildstock GstNr.: 2023/19                                                               |
| ja   | Datei hochladen | Kath. Pfarrkirche hl. Thomas HERIS-ID: 14867 Objekt-ID: 11105     | Mühlstraße 1 Standort KG: Enzersdorf an der Fischa               | Die Kirche wurde um 1200 erstmals urkundlich erwähnt. Eine romanische Chorturmkirche mit einem barocken Langhaus, das unter Patronanz von Bartholomäus I. von Tinti in den Jahren 1714/15 errichtet wurde. Restauriert wurde die Kirche 1995 und 1998.                                                                                                | BDA-Hist.: Q28762058 Status: § 2a Stand der BDA-Liste: 2025-06-30 Name: Kath. Pfarrkirche hl. Thomas GstNr.: .34 Saint Thomas Church (Enzersdorf an der Fischa) |
| ja   | Datei hochladen | Pest-/Dreifaltigkeitssäule HERIS-ID: 14866 Objekt-ID: 11104       | Mühlstraße 1 Standort KG: Enzersdorf an der Fischa               | Errichtet 1721 durch Bartholomäus I. von Tinti. | BDA-Hist.: Q37766733 Status: § 2a Stand der BDA-Liste: 2025-06-30 Name: Pest-/Dreifaltigkeitssäule GstNr.: 28                                                   |
| ja   | Datei hochladen | Schloss Margarethen am Moos HERIS-ID: 14875 Objekt-ID: 11113      | Wiener Straße 17 Standort KG: Margarethen am Moos                | Das ehemalige Wasserschloss aus dem 16. Jahrhundert steht in einem weitläufigen Park. Das Schloss, unter anderem ehemaliger Wohnsitz der Familie Batthyány, ist heute im Privatbesitz und wird als Veranstaltungsstätte genutzt. | BDA-Hist.: Q37766892 Status: Bescheid Stand der BDA-Liste: 2025-06-30 Name: Schloss Margarethen am Moos GstNr.: 1 Schloss Margarethen am Moos                   |
| ja   | Datei hochladen | Pfarrhof HERIS-ID: 14874 Objekt-ID: 11112                         | Wiener Straße 32 Standort KG: Margarethen am Moos                | Der Pfarrhof wurde 1744 durch die Barnabiten erbaut, er befindet sich nördlich der Pfarrkirche. | BDA-Hist.: Q37766883 Status: § 2a Stand der BDA-Liste: 2025-06-30 Name: Pfarrhof GstNr.: 359                                                                    |
| ja   | Datei hochladen | Kath. Pfarrkirche hl. Margaretha HERIS-ID: 14872 Objekt-ID: 11110 | südlich Wiener Straße 32 Standort KG: Margarethen am Moos        | Vom romanischen Kirchenbau aus dem 12. Jahrhundert wurde nördlich der Kirche das Chorquadrat ergraben. Die im Kern gotische Kirche wurde südseitig barockisierend seitenschiffartig erweitert. 1979/1980 wurde die Kirche restauriert, dabei wurden gotische und barocke Wandmalereien freigelegt und nördlich Baureste von Vorgängerbauten ergraben. | BDA-Hist.: Q37766852 Status: § 2a Stand der BDA-Liste: 2025-06-30 Name: Kath. Pfarrkirche hl. Margaretha GstNr.: 358 Pfarrkirche Margarethen am Moos            |
| ja   | Datei hochladen | Karner hl. Johannes der Täufer HERIS-ID: 14871 Objekt-ID: 11109   | südlich Wiener Straße 32 Standort KG: Margarethen am Moos        | Der Karner südlich der Pfarrkirche wurde um 1230 errichtet. | BDA-Hist.: Q37766841 Status: § 2a Stand der BDA-Liste: 2025-06-30 Name: Karner hl. Johannes der Täufer GstNr.: 358 Karner Margarethen am Moos                   |
| ja   | Datei hochladen | Mariensäule HERIS-ID: 14873 Objekt-ID: 11111                      | vor Wiener Straße 32 Standort KG: Margarethen am Moos            | Die Statue der Maria Immaculata wurde 1736 errichtet. | BDA-Hist.: Q37766874 Status: § 2a Stand der BDA-Liste: 2025-06-30 Name: Mariensäule GstNr.: 275                                                                 |
| ja   | Datei hochladen | Figurenbildstock HERIS-ID: 14879 Objekt-ID: 11117                 | vor Leitha Straße 15 Standort KG: Margarethen am Moos            | Die Pietà wurde 1665 errichtet und 1993 renoviert. | BDA-Hist.: Q37766903 Status: § 2a Stand der BDA-Liste: 2025-06-30 Name: Figurenbildstock GstNr.: 275                                                            |
| ja   | Datei hochladen | Figur, hl. Leopold HERIS-ID: 14870 Objekt-ID: 11108               | Standort KG: Margarethen am Moos                                 | Die Statue des Hl. Leopolds wurde 1816 von der Familie Batthyány gestiftet. | BDA-Hist.: Q37766811 Status: § 2a Stand der BDA-Liste: 2025-06-30 Name: Figur, hl. Leopold GstNr.: 732                                                          |